# Garatiba
Garatiba is een geslacht van hooiwagens uit de familie Gonyleptidae.
De wetenschappelijke naam Garatiba is voor het eerst geldig gepubliceerd door Mello-Leitão in 1940. 

## Soorten
Garatiba omvat de volgende 2 soorten:
- Garatiba bisignata
- Garatiba bocaina